# كارل فريدريك فون مولر
كارل فريدريك فون مولر (بالألمانية: Karl Friedrich von Moller)‏ هو عسكري ألماني، ولد في 1690، وتوفي في 9 نوفمبر 1762 في فرايبرغ في ألمانيا.